# Thiền Tông Vĩnh Gia tập

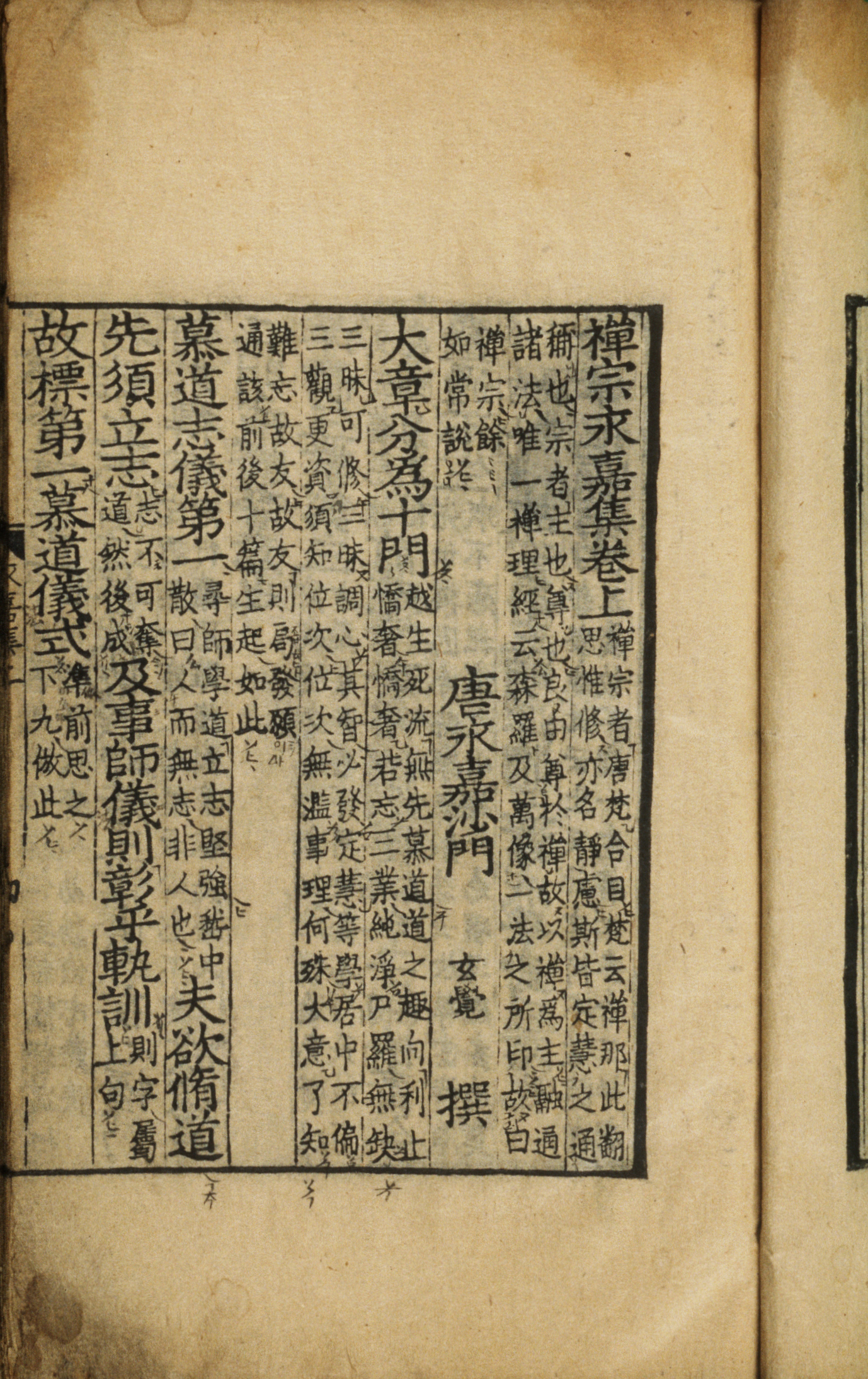

Thiền Tông Vĩnh Gia tập  (zh. chánzōng yŏngjiā jí 禪宗永嘉集, ja. zenshūyōkashū) là một tác phẩm được Thiền sư Vĩnh Gia Huyền Giác (zh. 永嘉玄覺), đệ tử của Lục tổ Huệ Năng (zh. 慧能) soạn. Tập sách đề cập đến việc tu tập giác ngộ qua 10 chương. Lời tựa do Ngụy Tĩnh (zh. 魏静), một vị quan triều nhà Đường soạn. Sách giải thích vị trí của Thiền tông phương Nam, trong sự phối hợp với giáo lý tông Thiên Thai và tông Hoa Nghiêm. Tập sách này rất thông dụng trong Thiền tông Triều Tiên, đã được Kỉ Hoà (zh. 己和) chú giải. Tập sách này thường được gọi ngắn là Vĩnh Gia tập (永嘉集.)
Mười chương tóm tắt nội dung như sau:
Chương 1: Nghi thức mộ đạo (Mộ đạo chí nghi) - Phàm muốn tu đạo, trước nên lập chí, cùng hầu thầy đúng lễ, làm sáng điều thầy dạy. Do đó, đặt để hàng thứ nhất để làm sáng tỏ Nghi thức mộ đạo.
Chương 2: Giới ý kiêu sa (Giới kiêu xa ý) - Ban đầu tuy lập chí tu đạo, khéo biết nghi thức phép tắc, nếu ba nghiệp kiêu sa, vọng tâm xáo động thì sao được định. Do đó, đặt để hàng thứ hai để nêu rõ giới ý kiêu sa.
Chương 3: Tịnh tu ba nghiệp (Tịnh tu tam nghiệp) - Trước, giới kiêu sa để lược nêu cương yếu. Nay kiểm trách lại kỹ lưỡng, khiến sự lỗi lầm không nảy sanh. Do đó, đặt để hàng thứ ba là làm rõ ba nghiệp tịnh tu, giữ giới thân, khẩu, ý.
Chương 4: Bài tụng Xa-ma-tha (Xa-ma-tha tụng) - Đã kiểm trách thân, miệng, khiến lỗi chẳng nảy sanh. Thứ đến vào cửa tu đạo dần theo thứ tự trước sau năm loại khởi tâm, không ra khỏi định huệ năm loại khởi tâm sáu khoa liệu lường. Do đó, đặt để hàng thứ tư để làm rõ bài tụng Xa-ma-tha.
Chương 5: Bài tụng Tì-bà-xá-na (Tì-bà-xá-na tụng) - Không giới thì chẳng có Thiền, không Thiền thì chẳng có huệ. Trên đã tu định, định lâu thì huệ sáng. Do đó, đặt để hàng thứ năm làm rõ bài tụng Tì-bà-xá-na.
Chương 6: Bài nghĩa tụng Ưu-tất nghĩa (Ưu-tất nghĩa tụng) - Thiên tu về định, định lâu tất chìm sâu. Thiên học về huệ, huệ nhiều tâm động. Do đó, đặt để hàng thứ sáu là nêu rõ các bài tụng Ưu-tất, nghĩa nơi định huệ, khiến chẳng chìm động, làm cho định huệ quân bình, buông bỏ hai bên.
Chương 7: Lần lượt của ba thừa (Tam thừa tiệm thứ) - Định huệ đã quân bình ắt lặng lẽ mà thường soi. Tam quán nhất tâm thì có nghi nào chẳng dứt, có sáng chiếu nào chẳng tròn đầy ? Dù đã tự hiểu rõ ràng nhưng thương kẻ khác chưa ngộ, ngộ có nông sâu. Do đó, đặt để hàng thứ bảy là nói rõ thứ bậc lần lượt của ba thừa.
Chương 8: Sự lý không hai (Sự lý bất nhị) - Ba thừa thấy lý, lý chẳng không cùng. Lý cùng ở tại sự, rõ sự tức lý. Do đó, đặt để hàng thứ tám là làm rõ sự lý không hai, tức sự mà chân, dùng loại trừ kiến chấp.
Chương 9: Sách khuyên bạn hữu (Khuyên hữu nhân thư) - Sự lý đã dung thông, trong tâm tự sáng, lòng lại thương xót người học về sau, phí mất thời gian. Do đó, đặt để hàng thứ chín là tỏ rõ sách khuyên bạn.
Chương 10: Văn phát nguyện (Phát nguyện văn) - Khuyên bạn tuy là thương xót kẻ khác nhưng chỉ chú tâm vào một người, thì tình vẫn chưa cùng khắp. Do đó, đặt để hàng thứ mưới là tỏ rõ văn pháp nguyện, thề nguyện độ tất cả.